# Megalurus rufescens
Megalurus rufescens là một loài chim trong họ Locustellidae.